# 成宮りか
成宮 りか（なるみや りか、1998年2月14日 - ）は、日本の元AV女優。

## 略歴
2018年7月、SODクリエイトの「青春時代」レーベル専属女優としてAVデビュー。所属事務所はBstar。
2018年11月より同社の「SODstar」レーベル専属となる。
2019年4月をもって専属が終了し、翌5月13日に公式ツイッターで引退を発表（発表後、ツイッターとインスタグラムのアカウントを削除）。

## 人物
日本（父親）とフランス（母親）のハーフだが、日本育ち（神奈川県出身）のためフランス語はほとんど話せない。
趣味は旅行・カフェ巡り、特技はピアノ・フルート・長く寝ること。
オナニーは高校生になってから始め、高校2年（17歳）の時に1つ年上の最初の彼氏と彼氏の家で初体験。
水着カタログで見て惹かれたRioがAV女優だと知り、彼女をきっかけに見た恵比寿マスカッツで面白くて何でもできる女優に憧れ、性的な事への興味とノーマルな経験しかなかった自分の殻を破りたいという思いもありAV女優となった。
「成宮りか」という芸名は自分で付けたもので、「成宮」は小さい頃に買っていた洋服のブランド名、「りか」はかわいいから。

## 作品

### アダルトDVD
2018年
- その爽やかさ、反則 成宮りか SOD専属 AVデビュー（8月1日、SODクリエイト）
- その爽やかさ、反則 成宮りか 門限までの10時間 お父さんよりも年上の中年オジサンたちに真昼間っからず〜っと責められ、イカされ、ハメられつくす（9月6日、SODクリエイト）[6]
- その爽やかさ、反則 成宮りか 汚れなき肉ヒダが絡みつく 制服美少女といけない温泉性交 無垢な薄毛ハーフ（10月11日、SODクリエイト）
- SODstar DEBUT! 中出し解禁 計6発（11月22日、SODクリエイト）
- 日帰りで12発射精しちゃう ヤリまくりイチャイチャ 温泉旅行 オール顔射SP（12月20日、SODクリエイト）

2019年
- 赤ちゃん欲しがる中出し子作り淫語 ボクへの愛情が抑えられない家庭教師（1月24日、SODクリエイト）
- もし中学時代に片想いしていた担任教師に再会できたらどうする?（2月21日、SODクリエイト）
- 童貞のフリした絶倫兄弟が姉の友達にハードピストン連続中出しエビ反り痙攣爆イキ大絶頂（3月21日、SODクリエイト）
- いいなり温泉旅行（4月11日、SODクリエイト）

### VR
- その爽やかさ、反則 奇跡のハーフ美少女 VRデビュー（2019年1月4日、SODクリエイト）
- 唾飲み VR-2 美女の唾厳選12名スペシャル!（2019年1月10日、SODクリエイト）
- 制服美少女の本格JOI パンチラダンス挑発&全裸ダンスでアナルまで見せつけオナニー指導! 指示通りにシコれたアナタにナマま○こシゴきカウントダウン 中出し射精!（2019年2月15日、SODクリエイト）

### イメージDVD
- Aphrodite（2018年9月14日、ファインピクチャーズ）
- エロキュート（2018年12月28日、エロキュート）
- Elegant Nude 端麗な美貌と裸体（2019年2月13日、Precious Beauty）

## 出演

### ライブ
- LADY MADONNA 拡大版 〜Please Please SEXY IDOL! Like We Please You!〜（2018年10月23日、CLUB CITTA'）[7]

### 学園祭
- 慶應義塾大学 三田祭（2018年11月23日） - トークショー「マジックミター号」[8]

## 雑誌
- 週刊プレイボーイ 2018年7月23日号（集英社） - グラビア「モナムール☆りか」[9]
- 極上素人DX 2018年10月号（三和出版） - インタビュー
- 月刊FANZA 2018年10月号（ジーオーティー） - インタビュー
- 週刊実話 2018年12月13日号（日本ジャーナル出版） - グラビア「蜜毛バカンス」
- ソフト・オン・デマンドDVD 2019年1月号 VOL.91（SOD publishing） - 表紙、グラビア
- 週刊現代 2019年4月13日号（講談社） - 袋とじ「60歳からの「愛とSEX」」[10]

## インタビューコラム
- おはなしりかちゃん（2018年10月12日[11] - 2019年03月29日[12]、裏通りWEB）